# 武重凤

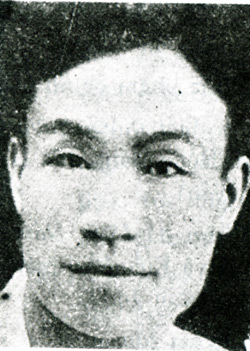
武重凤

武重凤（1912年10月20日—1939年10月13日），也譯作武重奉、武仲奉、武仲鳳，越南作家。興安省美豪县人。

## 生平
1912年10月20日，武重凤生于河内。家境贫困，7个月时父亲去世。18岁时开始创作，1930-1939年给《河城午报》、《日新》、《海防周报》、《河内报》、《将来》、《礼拜四小说》、《香江》、《印度支那杂志》、《时务》、《骚坛杂志》等报刊撰写文章。
1939年10月13日，武重凤因肺病去世。

## 作品
武重凤的作品约有20部，受到弗洛伊德的精神分析理论以及左拉自然主义的影响。代表作为《暴风骤雨》(1936)。另外还写有《害人的陷阱》(1933)、《嫁给法国人的技艺》(1934)、《请老师饭》(1936)等报告文学和《红运》(1936)、《决堤》(1936)、《妓女》(1936)、《为情而结婚》(1937)、《特等奖》（1938）等长篇小说。